# Scopulariopsis canadensis
Scopulariopsis canadensis är en svampart som beskrevs av F.J. Morton & G. Sm. 1963. Scopulariopsis canadensis ingår i släktet Scopulariopsis och familjen Microascaceae.   Inga underarter finns listade i Catalogue of Life.